# Llibre de Cuanu
El Llibre de Cuanu són uns annals avui perduts d'Irlanda, que narraven esdeveniments del segle V al VII. Els Annals d'Ulster fan referència a aquesta obra en una dotzena d'ocasions. Entre les seves entrades, destaquen detallades batalles i morts notables. Es desconeix la identitat del personatge de Cuanu.

En un curt estudi, Eoghan O Mordha descriu: 
| « | ...fent l'ús de topònims específics com a prova a les entrades atribuïdes al "Llibre de Cuanu", podem argumentar que, perquè en les entrades, Cuanu mostra una tendència cap al registre d'esdeveniments que van succeir en la seva major part a Lagin o regions centrals, les entrades van poder ser escrites en algun lloc de l'àrea. | » |